# Filozofická antropologie
Filosofická antropologie je odvětvím filozofie i antropologie, které se táže po člověku a pokouší se o celostní výklad člověka. Snaží se propojit filosofický náhled na člověka a jeho vlastní zkušenost s poznatky různých věd. Filosofická antropologie tedy využívá k filosofické reflexi o člověku dat jak společenských, tak i přírodních věd, zvláště výzkumu primátů, mozku, etologie, psychologie, jazykovědy, etnologie, paleontologie, sociologie, teologie a historických věd. Každému z těchto oborů odpovídá určitý pohled na člověka, takže můžeme hovořit i o lékařské, pedagogické, historické či teologické antropologii.

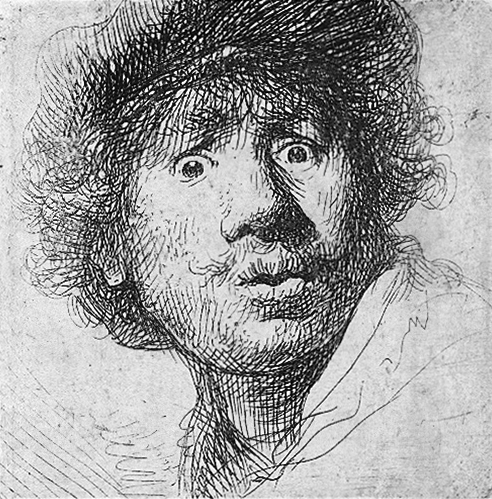
Rembrandt: Autoportrét (1630)

## Základní otázky o člověku
Podle jednoho ze zakladatelů antropologie, německého filosofa Immanuela Kanta, lze obsah či předmět filosofie shrnout do tří otázek:
- Co mohu vědět?
- Jak mám jednat?
- V co mohu doufat?

Ty potom Kant sám ještě shrnuje do jediné: „Co je člověk?“ I v této otázce je tedy pro Kanta zahrnuto nejen pozitivní vědění o člověku, jak je získávají a shromažďují jednotlivé vědy, ale také otázka po možnostech poznávání, otázka lidského jednání, rozhodování a konečně i nadějí.
Jakožto bytost otevřená a rozumějící žije člověk ve světě, který poznává, zkoumá a proměňuje; klade si tedy otázky po svém postavení případně poslání ve světě a ve společnosti. Jakožto jednající bytost se nejen může, ale také musí rozhodovat a nese odpovědnost za to, co způsobil; jeho jednání podléhá mravnímu hodnocení jeho samého, jeho společnosti případně náboženství. Jakožto bytost společenská nežije jen sám ze sebe a pro sebe, nýbrž nutně v různých vztazích, které musí zejména v moderních společnostech nějak organizovat a upevňovat v instituce. Jakožto bytost dějinná čili historická nežije pouze v přítomnosti, nýbrž z kultury, tradic a zkušeností minulých generací, které uchovává, hodnotí, kritizuje a předává dál. Žije a jedná sice v přítomnosti, ale jeho zájem se upírá k tomu, co stojí před ním - do nejisté, otevřené budoucnosti s jejími hrozbami i nadějemi.
Filosofická antropologie se tedy zabývá otázkami jako:
- Co je člověk?
- Jak vypadá jeho přirozený svět?
- Lze z jednotlivých zkušeností usuzovat na obecné rysy člověka?
- Je člověk přirozeně dobrý?
- Jaké je místo člověka ve vesmíru?
- Nakolik patří k přirozenosti člověka kultura?
- Co znamená sepětí lidského myšlení a řeči?
- Jakou roli hraje sebeuskutečnění v lidské práci?
- Patří tvořivost a fantazie k podstatě člověka?
- O čem svědčí lidská snaha po poznání a porozumění?
- Jaký je smysl lidského života?
- Disponuje člověk svobodou, nebo je k ní „odsouzen“?
- Má člověk nějaké poslání?
- O co se mohou opírat naše naděje?

## Významní představitelé
Antropologickými otázkami se zabývala a zabývá podstatná část novověké filosofie, zejména filosofie Kantovy, Herderovy, Humboldtovy a Hegelovy, stejně jako celé fenomenologie. Mezi průkopníky filosofické antropologie patřil Henri Bergson, Wilhelm Dilthey, Georg Simmel, Ludwig Klages a Otto Friedrich Bollnow, stejně jako Martin Buber a Franz Rosenzweig.
Základní myšlenky filosofické antropologie v užším slova smyslu však vytyčil Max Scheler ve své práci Místo člověka v kosmu. Navrhoval, aby se spojil ontologický, předmětný výzkum různých sfér lidské existence s jejím uceleným filozofickým postižením. Podle Schelera má být filosofická antropologie pomocí současnému člověku, který ztratil orientaci ve světě:
| „ | V celých tisíciletých dějinách jsme první doba, v níž se člověk stal sám sobě zcela a beze zbytku problematickým; kdy neví, co je - zato ví, že to neví. | “ |

V dílech Schelerových následovníků — Helmutha Plessnera, Arnolda Gehlena, Ericha Rothackera, Michaela Landmanna aj. — vyústila filosofická antropologie do jednotlivých filosoficky orientovaných úsekových antropologií — biologické, psychologické, kulturní a náboženské. Zatímco se Scheler snažil obnovit důvěru k pevným hodnotám, Plessner vychází z jedinečných rysů člověka samého, z jeho „excentričnosti“: na rozdíl od živočichů, přesně přizpůsobených a vázaných na určité prostředí, musí si člověk svůj způsob života sám hledat a tvořit a dokonce se sám vůči sobě staví jako kritický pozorovatel. Tuto myšlenku pak prohloubil Gehlen svým pojetím člověka jako "bytosti v nouzi" (Mangelwesen), která musí nedostatky svého instinktivního vybavení a přizpůsobení vyvažovat typicky lidskou schopností odstupu, hravostí, zkušeností, učením a "odlehčováním" atd.
K filosofické antropologii se hlásil i Hans-Georg Gadamer, v širším smyslu k ní patří francouzský personalismus (Maurice Blondel, Gabriel Marcel, Emanuel Mounier, Jacques Maritain) a další myslitelé jako Nikolaj Berďajev, José Ortega y Gasset, v mladší generaci Paul Ricoeur, Maurice Merleau-Ponty, Robert Spaemann, biolog Humberto Maturana, Michael Landmann a Erich Rothacker. Tématu „přirozeného světa“ lidské zkušenosti se věnoval Jan Patočka. Jinou vlivnou školu založil po nucené emigraci do USA Ernst Cassirer studiem „symbolických forem“, mezi něž patří jazyk, mýtus, náboženství atd. Mezi jeho žáky patří Susan K. Langer a sociologové Talcott Parsons a Niklas Luhmann.
Velkou výzvu pro filosofickou antropologii představuje v poslední době vědecký evolucionismus, zejména sociobiologie (Richard Dawkins), která se také pokouší o souvislý celkový výklad života i člověka na neodarwinistickém základě. Na rozdíl od filosofie, která musí vycházet z celé zkušenosti, pracuje sociobiologie s metodicky zjednodušenými modely, které na jedné straně umožňují přesvědčivý výklad mnoha lidských fenoménů, na druhé straně musí zcela vyloučit zkušenosti volby, rozhodování a svobody.
Významným současným českým představitelem byl Jan Sokol.

### Primární texty v češtině
- Cassirer, E. 1977: Esej o člověku. Bratislava
- Cassirer, E. 1996: Filosofie symbolických forem I.: Jazyk. Praha
- Cassirer, E. 1996: Filosofie symbolických forem II.: Mytické myšlení. Praha
- Gadamer, H.-G. 1999: Člověk a řeč. Praha
- Gehlen, A. 1972: Duch ve světě techniky. Praha
- Jonas, H. 2005: Evoluce a svoboda. In: Lidé města 2:83-96, Praha
- Scheler, M. 1966: Místo člověka v kosmu. Praha
- Sokol, J. 2002: Filosofická antropologie. Člověk jako osoba. Praha
- Sokol – Pinc 2003: Antropologie a etika. Praha

### Sekundární literatura
- GRIGORJAN, Boris, 1977. Filosofická antropologie. In: MITROCHIN, L. N.; OJZERMAN, T. I.; ŠERŠENKO, L. N. Buržoazní filozofie 20. století. 1. vyd. Praha: Svoboda. S. 177–197.